# Старе Блоново
Старе Блоново (пол. Stare Błonowo) — село в Польщі, у гміні Ласін Ґрудзьондзького повіту Куявсько-Поморського воєводства.
Населення — 206 осіб (2011).
У 1975-1998 роках село належало до Торунського воєводства.

## Демографія
Демографічна структура станом на 31 березня 2011 року:
|          | Загалом | Допрацездатний вік | Працездатний вік | Постпрацездатний вік |
| -------- | ------- | ------------------ | ---------------- | -------------------- |
| Чоловіки | 104     | 23                 | 70               | 11                   |
| Жінки    | 102     | 22                 | 60               | 20                   |
| Разом    | 206     | 45                 | 130              | 31                   |